# Forest Lawn Memorial Park
Forest Lawn Memorial Park è un cimitero privato, a Glendale. Fa parte della Forest Lawn, un gruppo di cimiteri della California del Sud.

## Storia
Forest Lawn venne fondato nel 1906 come un cimitero senza scopo di lucro da un gruppo di imprenditori di San Francisco. Fra i vari amministratori del cimitero si distinse Hubert Eaton che voleva conferire un aspetto sereno al suo cimitero.

## Struttura
Suddiviso in 6 distinti luoghi, vi si trovano circa 1500 statue, anche di stile rinascimentale come alcune copie delle opere di Michelangelo.
3 sono le cappelle: 
- The Little Church of the Flowers
- The Wee Kirk o' the Heather
- The Church of the Recessional

### Il Grande Mausoleo (The Great Mausoleum)
Il Grande Mausoleo contiene molti dei luoghi di sepoltura più ricercati all'interno del Forest Lawn di Glendale. All'interno della porzione del Grande Mausoleo accessibile al pubblico vi è la Corte d'Onore, dove le salme sono inserite come "immortali" dal Consiglio dei Reggenti di Forest Lawn. Il resto della struttura è protetto da guardie ed è chiuso al pubblico. Dal 2009 il cimitero è oggetto di interesse mediatico a seguito della sepoltura della superstar Michael Jackson, la cui bara placcata in oro è tumulata in un sarcofago nella privacy del Holly Terrace (la Terrazza d'Agrifoglio) all'interno del Grande Mausoleo.

## Visite
Fra le oltre 30.000 coppie che celebrarono il loro matrimonio nelle varie cappelle, vi furono Ronald Reagan e la sua prima consorte Jane Wyman, nel 1940. Visitato da oltre un milione di persone all'anno, è dedicato alla storia americana.

## A
- Art Acord (1890 - 1931), attore
- Anita Louise Adler (1915 - 1970), attrice
- Maurice "Buddy" Adler (1906 - 1960), produttore
- John G. Adolfi (1888 - 1933), regista, attore e sceneggiatore
- Robert Alda (1914 - 1986), attore, cantante e ballerino
- Ross Alexander (1907 - 1937), attore
- Gracie Allen (1895 - 1964), attrice e comica
- Astrid Allwyn (1905 - 1978), attrice
- June Allyson (1917 - 2006), attrice
- LaVerne Sophie Andrews (1911 - 1967), cantante
- Maxene Angelyn Andrews (1916 - 1995), cantante
- Lucien Andriot (1892 - 1979), direttore della fotografia francese
- Gene Austin (1900 - 1972), cantante

## B
- Lauren Bacall (1924 - 2014), attrice
- Theda Bara (1885 - 1955), attrice
- Joseph Barbera (1911 - 2006), regista, produttore televisivo e cinematografico
- Joan Barclay (1914 - 2002), attrice
- Jack Barry, produttore
- Judith Eva Barsi (1978 - 1988), attrice
- Lyman Frank Baum (1856 - 1919), scrittore e produttore cinematografico
- Warner Baxter (1889 - 1951), cantante e attore
- Wallace Beery (1885 - 1949), attore e regista
- Rex Bell (1903 - 1962), attore e politico
- William Benedict, attore
- Billie Bird (1908 - 2002), attrice
- Robert Blake (1933 - 2023), attore
- James Stuart Blackton (1875 - 1941), regista, attore e produttore cinematografico britannico naturalizzato statunitense
- Joan Blondell (1906 - 1979), attrice
- Clara Blandick (1876 - 1962), attrice
- Monte Blue (1887 - 1963), attore
- Humphrey Bogart (1899 - 1957), attore
- Mary Boland (1882 - 1965), attrice
- Gutzon Borglum (1867 - 1941), scultore del Monte Rushmore
- Frank Borzage (1894 - 1962), regista, attore e produttore cinematografico
- Clara Bow (1905 - 1965), attrice
- William Boyd (1895 - 1972), attore
- Betty Bronson (1906 - 1971), attrice
- Joe E. Brown (1892 - 1973), comico e attore
- Johnny Mack Brown (1904 - 1974), attore
- John Bunny Jr., attore
- Milo Burcham (1903 - 1944), pilota
- William R. Burnett (1899 - 1982), scrittore
- Dorsey Burnette, cantante
- Johnny Burnette (1934 - 1964), cantante
- George Burns (1896 - 1996), comico e attore
- Francis X. Bushman (1883 - 1966), attore, regista e sceneggiatore

## C
- Charles Wakefield Cadman (1881 - 1946) compositore, critico musicale e giornalista
- Alice Calhoun (1900 - 1966), attrice
- May Cambern, compositore
- Judy Canova (1913 - 1983), attrice
- June Caprice-Millarde (1895 - 1936), attrice
- Sue Carol (1906 - 1982), attrice
- Earl Carroll (1893 - 1948), impresario teatrale
- Jack Carson (1910 - 1963), attore canadese
- Aaron Carter (1987 2022), cantante, attore e ballerino
- William Castle (1914 - 1977), regista, produttore cinematografico e attore
- George Chandler (1898 - 1985), attore
- Lon Chaney (1883 - 1930), attore, regista, sceneggiatore e truccatore
- Charley Chase (1893 - 1940), attore e regista
- Berton Churchill (1876 - 1940), attore canadese
- Frank Churchill (1901 - 1942), compositore colonne sonore cinematografiche
- Joe Cobb (1916 - 2002), attore
- Nat King Cole (1919 - 1965), cantante e pianista
- Ray Collins (1889 - 1965), attore
- William Conrad (1920 - 1994), doppiatore, attore e regista
- Russ Columbo (1908 - 1934), cantante, violinista e attore
- Sam Cooke (1931 - 1964), cantante, compositore e produttore discografico
- Ellen Corby (1911 - 1999), attrice
- Tara Correa-McMullen, attrice
- Edward Coxen (1880 - 1954), attore
- Laird Cregar (1913 - 1944), attore
- Donald Crisp (1882 - 1974), attore, regista e sceneggiatore britannico
- George Cukor (1899 - 1983), regista
- Robert Cummings (1910 - 1990), attore
- Lester Cuneo (1888 - 1925), attore
- Michael Curtiz (1886 - 1962), regista, produttore cinematografico e attore ungherese

## D
- Dan Dailey (1915 - 1978), attore, cantante e ballerino
- Buddy DeSylva (1895 - 1950), compositore di canzoni, produttore discografico e cinematografico
- Dorothy Dandridge (1922 - 1965), attrice e cantante
- Ruby Dandridge (1900 - 1987), attrice e conduttrice radiofonica
- Mickey Daniels (1914 - 1970), attore
- William H. Daniels (1901 - 1970), direttore della fotografia
- Jane Darwell (1879 - 1967), attrice
- Allen Davey, direttore della fotografia
- Jim Davis (1909 - 1981), attore
- Sammy Davis Jr. (1925 - 1990), cantante, ballerino, attore e comico
- Jack Dawn (1892 - 1961), truccatore
- Sam De Grasse (1875 - 1953), attore canadese
- Carter DeHaven (1886 - 1977), attore
- Georges Delerue (1925 - 1992), compositore francese
- William Demarest (1892 - 1983), attore
- Carol Dempster (1901 - 1991), attrice
- Noah Dietrich, businessman
- J Dilla (1974 - 2006), produttore musicale
- Walt Disney (1901 - 1966), animatore, regista, doppiatore, produttore cinematografico, fondatore della Walt Disney Company e disegnatore di Topolino
- Roy Oliver Disney (1893 - 1971), fratello di Walt Disney, e cofondatore della Walt Disney Company
- Richard Dix (1893 - 1949), attore
- George Dolenz (1908 - 1963), attore di origine slovena
- Fifi D'Orsay (1904 - 1983), attrice canadese
- Lloyd C. Douglas, scrittore
- Theodore Dreiser (1871 - 1945), scrittore e poeta
- Chuck Dressen (1894 - 1966), giocatore e allenatore di baseball
- Louise Dresser (1878 - 1965), attrice
- Marie Dressler (1868 - 1934), attrice canadese
- Don Drysdale (1936 - 1993), giocatore di baseball
- David Dukes (1945 - 2000), attore
- Junior Durkin (1915 - 1935), attore

## E
- Hubert Eaton, fondatore dei cimiteri "Forest Lawn"
- Mary Eaton (1901 - 1948), attrice
- Howard Arden Edwards, artista
- Sally Eilers (1908 - 1978), attrice
- Caryll Ann Ekelund, attrice
- Frederick W. Elvidge, attore
- Francis de Erdely, pittore
- Leon Errol (1881 - 1951), attore e regista australiano

## F
- Joseph Farnham (1884 - 1931), sceneggiatore e montatore
- Romaine Fielding (1867 - 1927), attore, regista e sceneggiatore
- W. C. Fields (1880 - 1946), comico e attore
- Larry Fine (1902 - 1975), attore, violinista e comico
- Johnny Flamingo, cantante
- Frank P. Flint, politico
- Errol Flynn (1909 - 1959), attore di origine australiana
- Harrison Ford (1884 - 1957), attore di film muti
- Betty Francisco (1900 - 1950), attrice
- Bruno Frank (1887 - 1945), scrittore e sceneggiatore tedesco
- Rudolf Friml (1884 - 1972), compositore ceco
- Dwight Frye (1899 - 1943), attore e pianista
- Charles E. Fuller, evangelizzatore
- Jules Furthman (1888 - 1966), scrittore e sceneggiatore

## G
- Clark Gable (1901 - 1960), attore
- Wynne Gibson (1905 - 1987), attrice
- John Gilbert (1899 - 1936), attore
- King C. Gillette, uomo d'affari
- Hermione Gingold (1897 - 1987), attrice britannica
- J. Frank Glendon (1886 - 1937), attore
- Samuel Goldwyn (1882 - 1974), produttore cinematografico
- Edgar J. Goodspeed (1872 - 1962), teologo e biblista
- Huntley Gordon (1887 - 1956), attore canadese
- Jetta Goudal (1891 - 1985), attrice olandese naturalizzata statunitense
- Edmund Goulding (1891 - 1959), regista e scrittore britannico
- Joe Grant (1908 2005), sceneggiatore e character designer
- Charley Grapewin (1869 - 1956), attore
- Sid Grauman (1879 - 1950), attore e proprietario teatrale
- Alfred E. Green (1889 - 1960), regista e attore
- Sydney Greenstreet (1879 - 1954), attore inglese naturalizzato statunitense
- Harold Grieve, direttore artistico
- Jetta Goudal-Grieve, attrice
- Bessie Griffin, cantante
- Paul Guilfoyle (1902 - 1961), attore
- Fred L. Guiol, regista

## H
- Alan Hale (1892 - 1950), attore e regista
- Charlie Hall (1899 - 1959), attore inglese naturalizzato statunitense
- Ernest Haller (1896 - 1970), direttore della fotografia
- Emile Hamaty, attore
- Russell Harlan (1903 - 1974), direttore della fotografia
- Jean Harlow (1911 - 1937), attrice
- Elizabeth Harrower (1918 - 2003), attrice e sceneggiatrice
- Charles Hatfield, the rainmaker
- Harry Hayden, attore
- Lela Bliss-Hayden, attrice
- Edith Head (1897 - 1981), costumista
- Mack Hellings (1915 - 1951), pilota automobilistico
- Ralph Hepburn, campione di motociclismo
- Babe Herman, giocatore di baseball
- Paul Herrick, compositore di canzoni
- Jean Hersholt (1886 - 1956), attore danese
- Józef Hofmann (1876 - 1957), pianista e compositore polacco naturalizzato statunitense
- Alice Hollister (1886 - 1973), attrice
- George K. Hollister (1873 - 1952), direttore della fotografia
- Burton Holmes, regista e produttore
- Helen Holmes (1893 - 1950), attrice e sceneggiatrice
- Gloria Hope (1901 - 1976), attrice
- James W. Horne (1881 - 1942), attore, sceneggiatore e regista
- Edward Everett Horton (1886 - 1970), attore
- Lloyd Hughes (1897 - 1958), attore
- Rupert Hughes (1872 - 1956), scrittore, sceneggiatore e regista
- June Hutton, cantante

## I
- Wiard Ihnen (1897 - 1979), direttore artistico e production designer
- Rex Ingram (1892 - 1950), regista, sceneggiatore e produttore cinematografico irlandese naturalizzato statunitense

## J
- Carrie Jacobs-Bond (1862 - 1946), cantautrice e pianista
- Michael Jackson (1958 - 2009), cantautore, ballerino e filantropo
- Joe Jackson (1928 - 2018), manager e musicista
- Tito Jackson (1953 - 2024), cantautore e chitarrista
- Claire James, attrice
- Elsie Janis (1889 - 1956), attrice, sceneggiatrice, cantante e compositrice
- DeWitt Clarke Jennings (1871 - 1937), attore
- Jennifer Jones (1919 - 2009), attrice
- Rupert Julian (1879 - 1943), regista, attore, sceneggiatore e produttore neozelandese

## K
- Gus Kahn (1886 - 1941), compositore e paroliere tedesco naturalizzato statunitense
- Bert Kalmar, compositore
- Terry Kath (1946 - 1978), cantautore e chitarrista
- Tom Keene (1896 - 1963), attore
- A. Atwater Kent, businessman
- Charles Henry King, nonno paterno del presidente Gerald Ford
- Leslie Lynch King, Sr., padre biologico del presidente Ford
- Martha Alicia Porter King, nonna paterna del presidente Ford
- Ted Knight (1923 - 1986), attore
- Clarence Kolb (1874 - 1964), attore
- Kathryn Kuhlman, evangelista

## L
- Alan Ladd (1913 - 1964), attore
- Louis L'Amour (1908 - 1988), scrittore
- Carole Landis (1919 - 1948), attrice
- Lash LaRue (1917 - 1996), attore
- Mervyn LeRoy (1900 - 1987), regista, attore e produttore cinematografico
- Anna LeSueur, madre di Joan Crawford e Hal LeSueur
- Hal LeSueur, attore, fratello di Joan Crawford
- Fritz Leiber (1910 - 1992), scrittore
- David Leland (1932 - 1948), attore
- Irene Lentz (1900 - 1962), costumista e attrice
- Robert Z. Leonard (1889 - 1968), attore e regista
- Cory Lidle
- Ann Little (1891 - 1984), attrice e doppiatrice
- Harold Lloyd (1893 - 1971), regista, attore e produttore cinematografico
- Carole Lombard (1908 - 1942), attrice
- Tom London (1883 - 1963), attore
- Ernst Lubitsch (1892 - 1947), regista, attore, sceneggiatore e produttore cinematografico tedesco naturalizzato statunitense
- Ida Lupino (1918 - 1995), attrice, regista, sceneggiatrice e produttrice cinematografica inglese

## M
- Jeanette MacDonald (1903 - 1965), attrice e cantante
- Chuck McCann (1934 - 2018), attore
- Chico Marx (1887 - 1961), comico, attore e pianista
- Gummo Marx (1892 - 1977), comico, attore e imprenditore
- J.P. McGowan (1880 - 1952), regista, sceneggiatore e attore australiano
- Victor McLaglen (1886 - 1959), attore
- Jimmy McLarnin (1907 - 2004), campione di box canadese
- Aimee Semple McPherson, evangelizzatrice
- Dimitre Mehandjiysky, artista
- William Cameron Menzies (1896 - 1957), direttore artistico
- Beryl Mercer (1882 - 1939), attrice britannica naturalizzata statunitense
- Robert Millikan (1868 - 1953), fisico, vincitore del premio Nobel per la fisica nel 1923
- Vincente Minnelli (1903 - 1986), regista
- Tom Mix (1880 - 1940), attore
- Clayton Moore, attore
- Antonio Moreno (1887 - 1967), attore e regista spagnolo naturalizzato statunitense
- Harvey Seeley Mudd, ingegnere ed insegnante
- William Mulholland (1855 - 1935), ingegnere irlandese naturalizzato statunitense

## N
- Charles W. Nash, costruttore di macchine
- Alla Nazimova (1879 - 1945), attrice
- Alfred Newman (1900 - 1970), compositore e direttore d'orchestra
- Fred Niblo (1874 - 1948), regista e attore
- Marian Nixon (1904 - 1983), attrice
- L. L. Nunn, insegnante

## O
- Hugh O'Brian (1925 - 2016), attore
- Eugene O'Brien (1880 - 1966), attore
- Virginia O'Brien (1919 - 2001), attrice e cantante
- Cathy O'Donnell (1923 - 1970), attrice
- Dennis O'Keefe (1908 - 1968), attore
- Jack Oakie (1903 - 1978), attore
- Merle Oberon (1911 - 1979), attrice
- Clifford Odets (1906 - 1963), drammaturgo, regista, sceneggiatore e attore
- Charles Ogle (1865 - 1940), attore
- Edna May Oliver (1883 - 1942), attrice
- Gertrude Olmstead (1897 - 1975), attrice
- Culbert Olson (1876 - 1962), governatore della California
- Marija Uspenskaja (1876 - 1949), attrice e insegnante russa
- Richard Felton Outcault (1863 - 1928), fumettista e illustratore

## P
- Lilli Palmer (1914 - 1986), attrice e scrittrice tedesca
- Alexander Pantages, impresario teatrale
- James Parrott (1897 - 1939), regista, attore e sceneggiatore
- Allen E. Paulson, imprenditore aeronautico
- Matthew Perry (1969 - 2023), attore statunitense con cittadinanza canadese
- Susan Peters (1921 - 1952), attrice
- Ben Piazza (1933 - 1991), attore
- Jack Pickford (1896 - 1933), attore e regista canadese naturalizzato statunitense
- Lottie Pickford (1893 - 1936), attrice canadese
- Mary Pickford (1892 - 1979), attrice e produttrice cinematografica canadese con cittadinanza statunitense
- Dick Powell (1904 - 1963), attore e regista
- John Robert Powers, proprietario di un'agenzia di modelli

## Q
- John Qualen (1899 - 1987), attore canadese
- Fred Quimby (1886 - 1965), produttore cinematografico

## R
- Wallace Reid (1891 - 1923), attore, regista e sceneggiatore
- Keith Richards (1915 - 1987), attore
- Cleo Ridgely (1893 - 1962), attrice
- Lyda Roberti, attrice
- Beverly Roberts (1914 - 2009), attrice
- Ruth Roland (1892 - 1937), attrice
- Henry Roquemore, attore
- Gladys Root, criminal defense attorney
- Charlie Ruggles (1886 - 1970), attore
- Wesley Ruggles (1889 - 1972), regista

## S
- David O. Selznick (1902 - 1965), produttore cinematografico e sceneggiatore
- Myron Selznick (1898 - 1944), produttore cinematografico e talent scout
- Athole Shearer, attrice
- Norma Shearer (1902 - 1983), attrice canadese naturalizzata statunitense
- Tom Sizemore (1961 - 2023), attore, produttore cinematografico e cantante
- Red Skelton (1913 - 1997), attore
- Tod Sloan, fantino
- Tom Smith (1878 - 1957), allevatore e allenatore di cavalli
- William French Smith (1917 - 1990), procuratore generale degli Stati Uniti
- John M. Stahl (1886 - 1950), regista e produttore cinematografico
- Lionel Stander (1908 - 1994), attore
- Max Steiner (1888 - 1971), compositore austriaco naturalizzato statunitense
- Casey Stengel (1890 - 1975), giocatore e allenatore di baseball
- James Stewart (1908 - 1997), attore
- Ruth Stonehouse (1892 - 1941), attrice, sceneggiatrice e regista
- Axel Stordahl (1913 - 1963), arrangiatore
- David Strickland (1969 - 1999), attore
- Jan Styka (1858 - 1925), pittore polacco

## T
- Art Tatum (1909 - 1956), pianista jazz
- Elizabeth Taylor (1932 - 2011), attrice britannica con cittadinanza statunitense
- Robert Taylor (1911 - 1969), attore
- Jack Teagarden (1905 - 1964), trombonista e cantante jazz
- Irving Thalberg (1899 - 1936), produttore cinematografico
- Dimitri Tiomkin (1894 - 1979), musicista, pianista e compositore russo naturalizzato statunitense
- Ernest Torrence (1878 - 1933), attore britannico naturalizzato statunitense
- Spencer Tracy (1900 - 1967), attore
- Henry Travers (1874 - 1965), attore inglese
- Ben Turpin (1869 - 1940), attore e comico

## V
- Valda Valkyrien (1895 - 1956), ballerina e attrice danese
- W. S. Van Dyke (1889 - 1943), regista, sceneggiatore e produttore cinematografico

## W
- Beryl Wallace, cantante
- Hal B. Wallis (1899 - 1986), produttore cinematografico
- Bill Walsh (1913 - 1975), fumettista e sceneggiatore
- Clara Ward, cantante
- Jay Ward, produttore e cantante
- Ethel Waters (1896 - 1977), attrice e cantante
- Johnny "Guitar" Watson (1935 - 1996), chitarrista e cantante
- Mary Wells (1943 - 1992), cantante di soul
- Ted Wilde (1889 - 1929), regista
- Claire Windsor (1892 - 1972), attrice
- Grant Withers (1905 - 1959), attore
- George Woolf (1910 - 1946), fantino canadese
- Wallace Worsley (1878 - 1944), attore e regista
- William Wrigley, Jr., magnate delle gomme da masticare
- William Wyler (1902 - 1981), regista tedesco naturalizzato statunitense
- Ed Wynn (1886 - 1966), attore e doppiatore
- Keenan Wynn (1916 - 1986), attore

## Y
- Celeste Yarnall (1944 - 2018), attrice
- Paramahansa Yogananda (1893 - 1952), maestro di yoga e scrittore indiano
- Robert Young (1907 - 1998), attore